# Galway
Galway (tiếng Ireland: Gaillimh) hay Thành phố Galway (Cathair na Gaillimhe) là thành phố ở hạt Galway, Cộng hòa Ireland. Đây là thành phố lớn thứ 3, sau Dublin, Belfast và Cork và Derry và là thành phố tăng trưởng nhanh nhất ở Ireland. Đây là thành phố duy nhất ở tỉnh Connacht. Thành phố tọa lạc ở bờ biển tây của Ireland, bên bờ sông Corrib giữa Lough Corrib và vịnh Galway. Dân số thành phố Galway và phụ cận là 72.729 người theo điều tra năm 2006.

## Khí hậu
Galway có khí hậu đại dương (phân loại khí hậu Köppen Cfb).
| Dữ liệu khí hậu của Galway               | Dữ liệu khí hậu của Galway | Dữ liệu khí hậu của Galway | Dữ liệu khí hậu của Galway | Dữ liệu khí hậu của Galway | Dữ liệu khí hậu của Galway | Dữ liệu khí hậu của Galway | Dữ liệu khí hậu của Galway | Dữ liệu khí hậu của Galway | Dữ liệu khí hậu của Galway | Dữ liệu khí hậu của Galway | Dữ liệu khí hậu của Galway | Dữ liệu khí hậu của Galway | Dữ liệu khí hậu của Galway |
| Tháng                                    | 1                          | 2                          | 3                          | 4                          | 5                          | 6                          | 7                          | 8                          | 9                          | 10                         | 11                         | 12                         | Năm                        |
| ---------------------------------------- | -------------------------- | -------------------------- | -------------------------- | -------------------------- | -------------------------- | -------------------------- | -------------------------- | -------------------------- | -------------------------- | -------------------------- | -------------------------- | -------------------------- | -------------------------- |
| Cao kỉ lục °C (°F)                       | 14.4 (57.9)                | 15.7 (60.3)                | 21.1 (70.0)                | 23.3 (73.9)                | 26.7 (80.1)                | 30.6 (87.1)                | 31.7 (89.1)                | 30.6 (87.1)                | 28.3 (82.9)                | 25.6 (78.1)                | 18.3 (64.9)                | 16.7 (62.1)                | 31.7 (89.1)                |
| Trung bình ngày tối đa °C (°F)           | 8.7 (47.7)                 | 9.1 (48.4)                 | 10.8 (51.4)                | 13.0 (55.4)                | 15.8 (60.4)                | 17.8 (64.0)                | 19.5 (67.1)                | 19.1 (66.4)                | 17.3 (63.1)                | 14.1 (57.4)                | 11.0 (51.8)                | 9.0 (48.2)                 | 13.8 (56.8)                |
| Trung bình ngày °C (°F)                  | 6.0 (42.8)                 | 6.2 (43.2)                 | 7.8 (46.0)                 | 9.3 (48.7)                 | 11.9 (53.4)                | 14.2 (57.6)                | 16.1 (61.0)                | 15.8 (60.4)                | 13.9 (57.0)                | 11.0 (51.8)                | 8.1 (46.6)                 | 6.3 (43.3)                 | 10.6 (51.1)                |
| Tối thiểu trung bình ngày °C (°F)        | 3.5 (38.3)                 | 3.8 (38.8)                 | 4.9 (40.8)                 | 5.8 (42.4)                 | 8.0 (46.4)                 | 10.6 (51.1)                | 12.9 (55.2)                | 12.5 (54.5)                | 10.4 (50.7)                | 7.9 (46.2)                 | 5.1 (41.2)                 | 3.6 (38.5)                 | 7.3 (45.1)                 |
| Thấp kỉ lục °C (°F)                      | −11.7 (10.9)               | −10.5 (13.1)               | −6.7 (19.9)                | −6.7 (19.9)                | −1.5 (29.3)                | −2.2 (28.0)                | 3.3 (37.9)                 | 1.7 (35.1)                 | 0.6 (33.1)                 | −5.0 (23.0)                | −6.7 (19.9)                | −8.9 (16.0)                | −11.7 (10.9)               |
| Lượng Giáng thủy trung bình mm (inches)  | 114.1 (4.49)               | 94.4 (3.72)                | 92.0 (3.62)                | 60.5 (2.38)                | 68.5 (2.70)                | 80.6 (3.17)                | 69.3 (2.73)                | 108.9 (4.29)               | 93.2 (3.67)                | 130.2 (5.13)               | 123.8 (4.87)               | 120.9 (4.76)               | 1.156,2 (45.52)            |
| Số ngày giáng thủy trung bình (≥ 1.0 mm) | 15                         | 14                         | 16                         | 12                         | 12                         | 12                         | 12                         | 15                         | 13                         | 17                         | 17                         | 17                         | 170                        |
| Nguồn: KNMI                              |                            |                            |                            |                            |                            |                            |                            |                            |                            |                            |                            |                            |                            |